# 島旅
島旅（しまたび）は、2005年4月2日から2006年1月17日（第20回初回放送）までBS日テレで放映された、離島を題材にした紀行番組。全20回。リポーターは登場させず、ハイビジョン映像と真夏竜のナレーションで、島民たちの暮らしや島の歴史を描いた。

## 旅をした島
（日付は初回放送日）
- 第1回　波照間島（沖縄県） 2005年4月2日
- 第2回　久賀島（長崎県） 2005年4月16日
- 第3回　小宝島（鹿児島県） 2005年4月30日
- 第4回　岡村島（愛媛県） 2005年5月14日
- 第5回　青ヶ島（東京都） 2005年5月28日
- 第6回　飛島（山形県） 2005年6月11日
- 第7回　天売島（北海道） 2005年6月25日
- 第8回　鵜来島（高知県） 2005年7月9日
- 第9回　舳倉島（石川県） 2005年7月23日
- 第10回　鳩間島（沖縄県） 2005年8月6日
- 第11回　見島（山口県） 2005年8月20日
- 第12回　白石島（岡山県） 2005年9月3日
- 第13回　寒風沢島（宮城県） 2005年9月17日
- 第14回　御蔵島（東京都） 2005年10月4日
- 第15回　小値賀島（長崎県） 2005年10月18日
- 第16回　加計呂麻島（鹿児島県） 2005年11月1日
- 第17回　知夫里島（島根県） 2005年11月15日
- 第18回　坊勢島（兵庫県） 2005年12月6日
- 第19回　答志島（三重県） 2005年12月20日
- 第20回　沖島（滋賀県） 2006年1月17日

## 放送時間
2005年4月2日から同年9月24日までは土曜21:00～21:54、
2005年10月4日から翌年4月4日までは火曜19:00～19:54。
2006年1月25日までは隔週で新作が放送され、次の週も同一内容が放送される形態。1月31日から4月4日は、第1回から第10回までの再放送が放映された。また、番組販売として、tvkなどの独立U局でも放映されている。
| BS日テレ 土曜21:00～21:54 | BS日テレ 土曜21:00～21:54 | BS日テレ 土曜21:00～21:54 |
| 前番組                    | 番組名                    | 次番組                    |
| ------------------------- | ------------------------- | ------------------------- |
| 情報新惑星                | 島旅                      | ヨーロッパ水紀行          |
| BS日テレ 火曜19:00～19:54 |                           |                           |
| キッズビーンズ            | 島旅                      | 速報!!デジナマ巨人        |